# 4827 Dares
4827 Dares è un asteroide troiano di Giove del campo troiano. Scoperto nel 1988, presenta un'orbita caratterizzata da un semiasse maggiore pari a 5,1195244 UA e da un'eccentricità di 0,0454609, inclinata di 7,70540° rispetto all'eclittica.
L'asteroide è dedicato a Darete, sacerdote di Efesto.